# Sorry Ma, Forgot to Take Out the Trash
Sorry Ma, Forgot to Take Out the Trash je první studiové album americké skupiny The Replacements. Vydáno bylo 25. srpna roku 1981 společností Twin/Tone Records. Spolu se zpěvákem kapely Paulem Westerbergem jej produkovali Peter Jesperson a Steven Fjelstad. Dne 21. února 2008 vyšlo album v remasterované podobě s třinácti bonusovými písněmi.

## Seznam skladeb
| Pořadí | Název               | Délka |
| ------ | ------------------- | ----- |
| 1.     | Takin' a Ride       | 2:23  |
| 2.     | Careless            | 1:08  |
| 3.     | Customer            | 1:29  |
| 4.     | Hangin' Downtown    | 2:06  |
| 5.     | Kick Your Door Dow  | 3:11  |
| 6.     | Otto                | 2:09  |
| 7.     | I Bought a Headache | 2:24  |
| 8.     | Rattlesnake         | 1:48  |
| 9.     | I Hate Music        | 1:50  |

## Obsazení
- Paul Westerberg – zpěv, kytara
- Bob Stinson – kytara
- Tommy Stinson – baskytara
- Chris Mars – bicí